# Torsten Harder
Torsten Harder (* 1965) ist ein Cellist und Komponist aus Neustrelitz.
Er tritt sowohl solo als auch in Gruppen auf. Beispiele sind hierfür Klaus-André Eickhoff und  Christoph Zehendner. Am 27. Oktober 2018 hatte seine erste Sinfonie in der Konzertkirche Neubrandenburg ihre Uraufführung.

## Biografie und Karriere
Er begann seine musikalische Ausbildung im Alter von zwölf Jahren an der Spezialschule für Musik in Berlin. Ab 1983 studierte er Violoncello an der Hochschule für Musik Hanns Eisler Berlin. 1985 soll er aufgrund seines öffentlichen Bekenntnisses zum christlichen Glauben exmatrikuliert worden sein, konnte jedoch 1989 nach einem Fernstudium sein Staatsexamen ablegen.
Anschließend war Harder als Cellist am Landestheater Mecklenburg in Neustrelitz und an den Städtischen Bühnen Münster tätig. Seit 1996 arbeitet er freischaffend als Komponist, Instrumentalist und Arrangeur. Sein kompositorisches Werk umfasst u. a. vier Oratorien, darunter die Trilogie Tausend Jahre wie ein Tag (ein lyrisches Oratorium). Weitere bedeutende Werke sind die Sinfonie Jesu, meine Freude (2018), das Musical über den Dichter und Sprachforscher Daniel Sanders populi potentia (2019), sowie die Oper Sophie Charlotte, die 2022 am Landestheater Neustrelitz Premiere feierte.

## Werke
- ca. 1999–2001: Tausend Jahre wie ein Tag, Lyrisches Oratorium in 3 Teilen
- 2003: Faszination Cello
- 2005: Non possibile
- 2009: Zwei Meilen weit
- 2018: Sinfonie Jesu, meine Freude
- 2019: Musical populi potentia
- 2022: Oper Sophie Charlotte